# Mzouazia
Mzouazia es un pueblo francés de la comuna de Bouéni en Mayotte